# Chawwerusch Theater
Das Chawwerusch Theater ist ein professionelles Theaterkollektiv mit eigener Spielstätte in der Südpfalz, in Herxheim bei Landau/Pfalz. Das Chawwerusch Theater wurde ursprünglich 1984 im Odenwald als Wandertheatergruppe gegründet. Heute gibt es ein regelmäßiges Frühjahr- und Herbst/Winter-Programm im Theatersaal des Chawwerusch Theaters, in dem 130 Gäste Platz finden.
Im Sommer stehen zahlreiche Freilichtaufführungen in Süddeutschland auf dem regulären Spielplan. 

## Schwerpunkte und Sparten
Im Zentrum des Spielplans steht die Entwicklung eigener Stücke, die sich für unterschiedliche Spielorte eignen. Inspiriert von außergewöhnlichen Themen und Orten produziert das Chawwerusch Theater zudem mit Amateuren generationenübergreifende Großprojekte. Recherchierte regionale Geschichte und Geschichten (beispielsweise „Neuer Wind in Herxe - Jubiläumstheater in sechs Stationen“) sind immer wieder wichtige Bestandteile der Inszenierungen. Aber auch Klassiker (wie Don Quijote von Cervantes, die Odyssee von Homer oder Shakespeares Romeo und Julia) werden aus „verrückten“ Perspektiven betrachtet und inszeniert.
Die Expedition Chawwerusch ist seit 2014 die junge Sparte des Chawwerusch Theaters. Sie bietet Theater für jugendliche und junge Erwachsene im ländlichen Raum. Die meist selbst entwickelten Stücke zu aktuellen Themen sind auch mobil und werden in Schulen gespielt. Darüber hinaus gibt es ein umfassendes theaterpädagogisches Angebot mit einem Jugendclub und regelmäßigen Theaterevents, in denen Kinder und Jugendliche eine eigene Bühne finden.

## Derzeitige feste Ensemble-Mitglieder
- Felix S. Felix
- Danilo Fioriti
- Miriam Grimm
- Ben Hergl
- Monika Kleebauer
- Walter Menzlaw (Regie)
- Susanne Schmelcher (Regie)
- Stephan Wriecz

## Preise
- 1994 Kunst-Förderpreis des Landes Rheinland-Pfalz
- 1998 Preis der Gondrom-Universitäts-Buchhandlung für Theaterstücke in Pfälzer Mundart für nuff un nunner
- 1998 Förderpreis der Stiftung zur Förderung der Kunst in der Pfalz
- 2000 Martinipreis der SPD Südpfalz
- 2005 Pamina Kulturpreis für das Gesamtwerk von Chawwerusch Theater
- 2006 Preis der Emichsburg überreicht von den Bockenheimer Mundarttagen
- 2010 Hermann-Sinsheimer-Plakette für Verdienste um pfälzische Literatur
- 2024 Bernhard-Sutor Preis für besondere Verdienste um die politische Bildung in Rheinland-Pfalz